# Palexpo
Palexpo – zespół hal wystawienniczych zlokalizowany w gminie Le Grand-Saconnex w Szwajcarii, niedaleko Genewy. 

Logo Palexpo

Budowę kompleksu rozpoczęto w 1978, a do użytku został oddany 18 grudnia 1981. Palexpo składa się z siedmiu hal wystawienniczych o łącznej powierzchni użytkowej 106 000 m², co plasuje go na drugim miejscu wśród tego typu budowli w Szwajcarii. W skład obiektu wchodzi m.in. SEG Geneva Arena. Właścicielem jest spółka Palexpo SA, powstała w 2008, w której większość udziałów posiadają władze kantonu Genewa. Obecnie kalendarz targowy obejmuje ponad 100 wydarzeń rocznie.
Obiekt jest zlokalizowany się w odległości ok. 4 km od centrum miasta, w bezpośrednim sąsiedztwie portu lotniczego Genewa-Cointrin oraz Parc Sarasin, w którym niekiedy odbywają się wydarzenia towarzyszące funkcjonowaniu Palexpo. W pobliżu znajduje się 45 powiązanych opcji zakwaterowania (w których dostępnych jest łącznie 4079 pokoi), jak i również postój taksówek oraz przestrzeń wykorzystywana do zatrzymywania się autokarów.
Jednym z najważniejszych wydarzeń corocznie odbywających się w Palexpo był Międzynarodowy Salon Samochodowy w Genewie, organizowany tu w latach 1982–2019 oraz 2024. W 2014 odbyły się tu półfinały Pucharu Davisa, a w 2019 – Puchar Lavera.